# Julius-Wolff-Brunnen

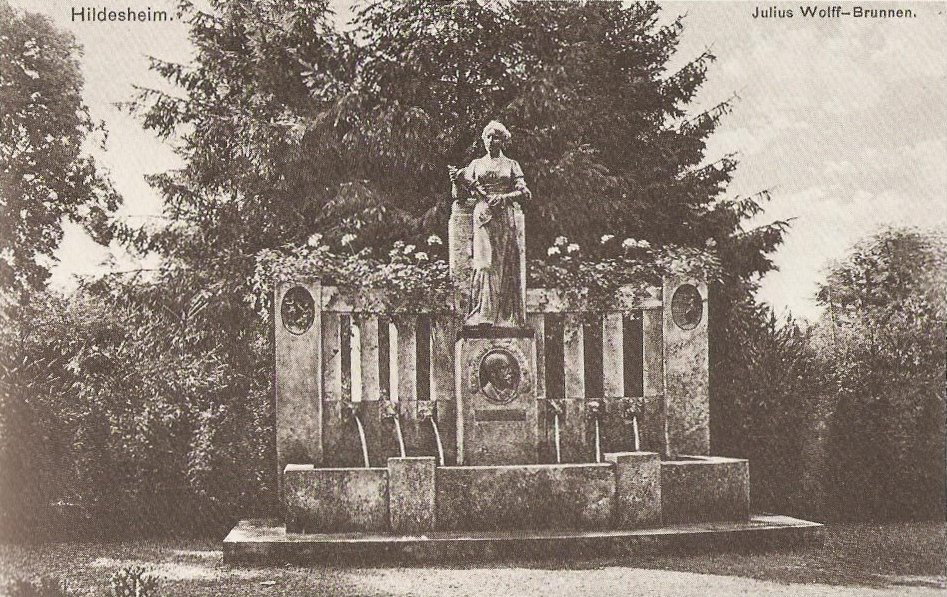
Der Brunnen auf einer Postkarte

Der Julius-Wolff-Brunnen oder Renatabrunnen war ein Zierbrunnen in Hildesheim.

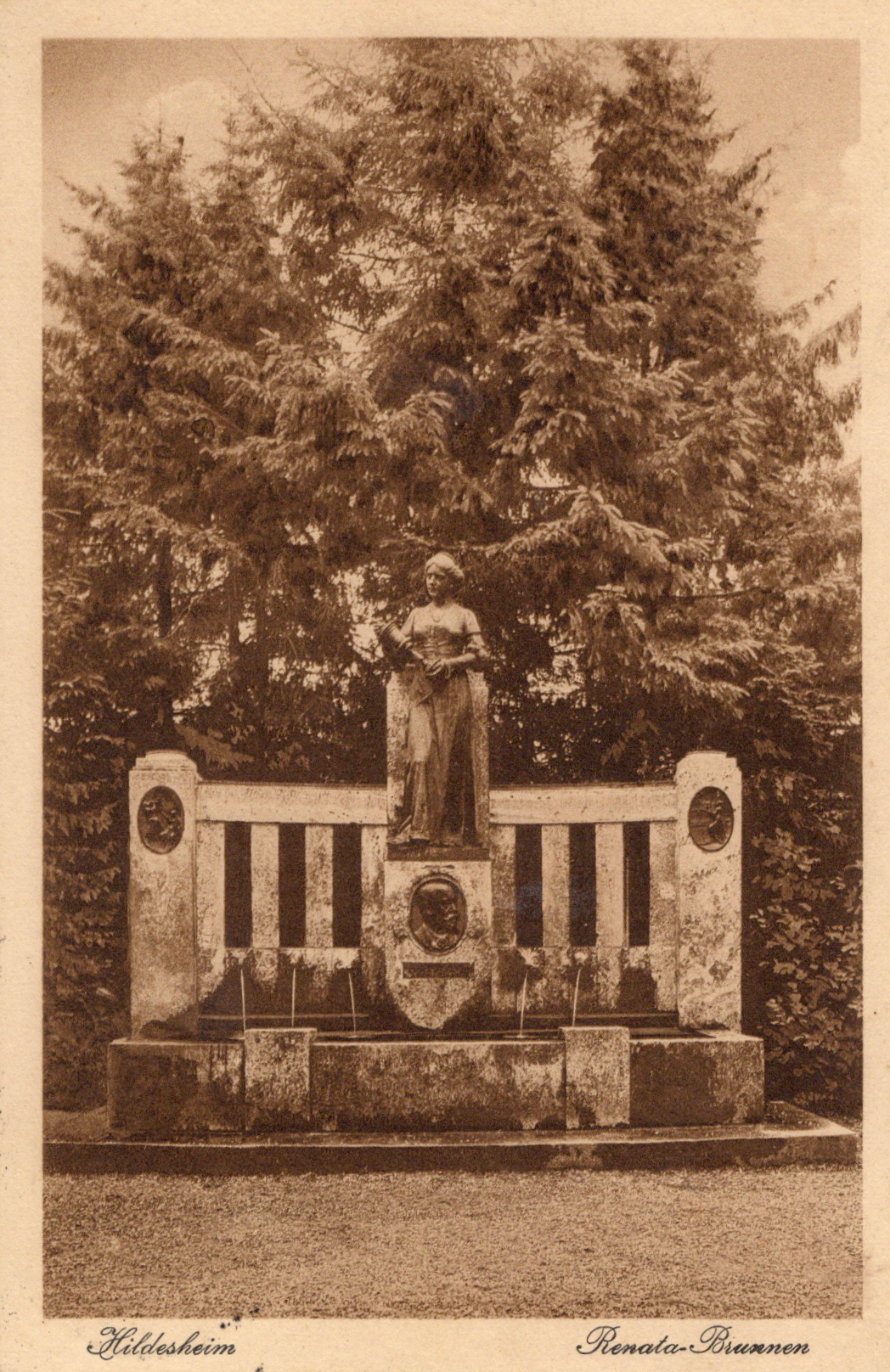
Renata-Brunnen in der Sedanallee in Hildesheim, Figur im II. Weltkrieg eingeschmolzen, nach dem Krieg wurde der Brunnen entfernt

Der von dem Bildhauer Paul Juckoff gestaltete Brunnen am Südende der Sedanstraße erinnerte an Julius Wolff und dessen zur Zeit der Hildesheimer Stiftsfehde in Hildesheim spielende Dichtung Renata. Gestiftet wurde er von dem Fabrikanten Gustav Fränkel, Besitzer einer Weberei und einer Sackfabrik, der 1916 zum Bürgervorsteher gewählt wurde. Der Rat der Stadt steuerte 1.500 Mark für das Fundament und die gärtnerische Gestaltung bei. Die Einweihung erfolgte am 31. Juli 1911. Die Bronze-Statue der Renata wurde im Zweiten Weltkrieg für Rüstungszwecke eingeschmolzen. Im Zuge der Aufräumarbeiten nach Kriegsende wurde auch der Rest des Brunnens beseitigt.